# Blåshål

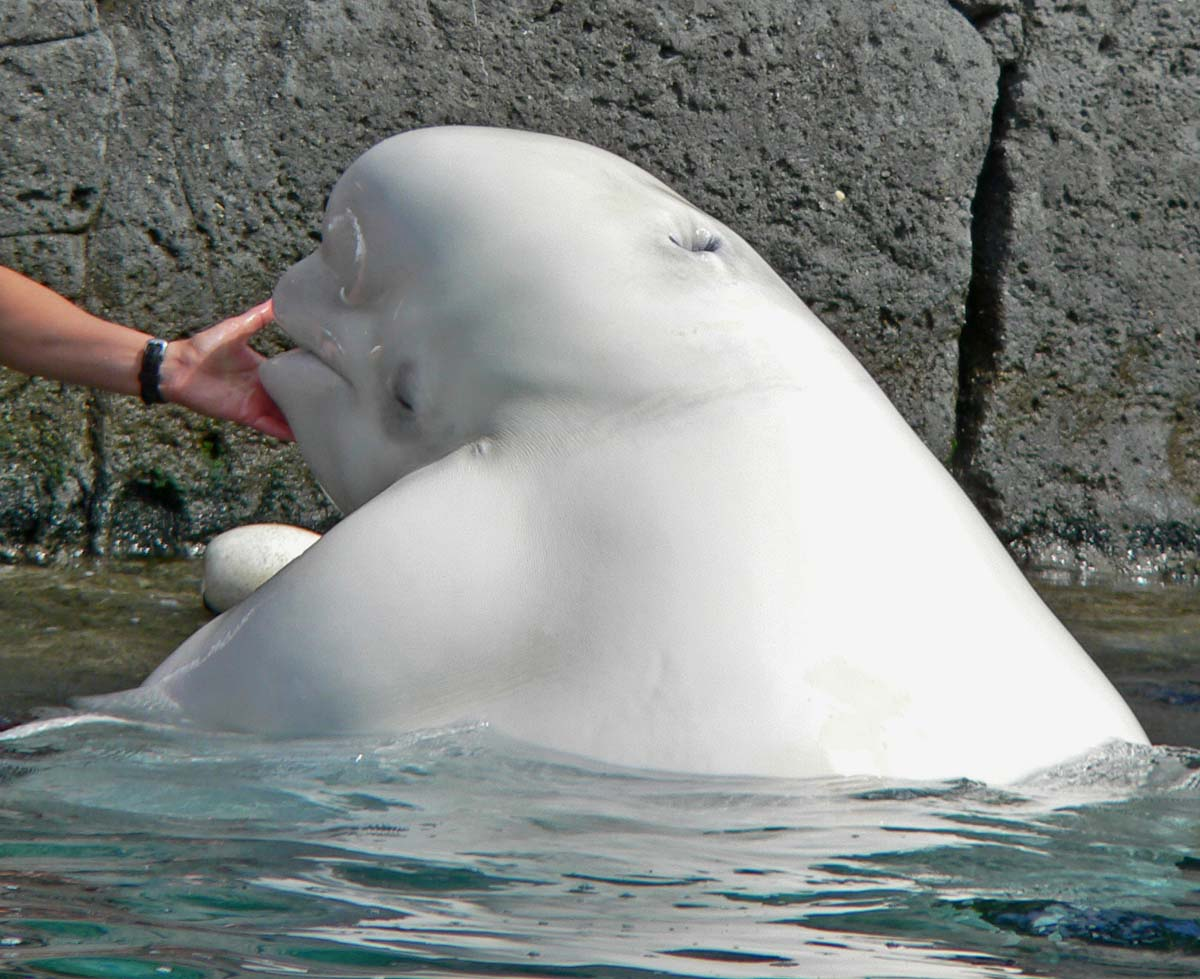
Blåshål hos vitvalen

Blåshål kallas hos valar en öppning i huvudet som motsvarar näsborren hos andra djur. Genom evolution har näsöppningen flyttat till toppen av huvudet. Valarna andas genom blåshålet. När de kommer till vattenytan stöter de ut komprimerad luft genom blåshålet. Detta ser vanligen ut som en sky av vatten och består av luft, vattenånga som kondenserar och skum från lungor och näsväggar.
Alla valar andas genom blåshål. Blåshålet är vanligen stängt genom "läppar" av vävnad som omger hålet.
Blåshålet ska inte förväxlas med andningshålet, öppningen i isen som valar och sälar utnyttjar för att andas i isbelagda vatten.

## Olika valars blåshål
Bardvalar har en tvådelad blåshålsöppning medan tandvalars blåshål endast har en öppning. Kaskeloter har sitt blåshål längst fram på nosen. Utandningen kan användas för att särskilja olika valarter från varandra. Såväl formen på som höjden av utandningen kan hjälpa till vid identifieringen.